# Crimson Fox
Crimson Fox è un personaggio immaginario, una supereroina apparsa nei fumetti pubblicati dalla DC Comics. L'eroina è impersonata dalle gemelle identiche, Vivian e Constance D'Aramis che si alternano per poter vivere una vita normale. Crimson Fox apparve originariamente come membro della Justice League Europe.

## Biografia
Vivian e Constance D'Aramis gestivano la Revson, un'azienda di profumi persiana. Per facilitare le loro azioni eroiche, le due finsero la morte di Constance in modo che una di loro potesse indossare i panni di Crimson Fox mente l'altra poteva continuare il lavoro nella compagnia. Per facilitare i lettori, a Vivian veniva dato un marcato accento francese. Entrambe le sorelle (prima Vivian e poi Constance) si innamorarono del supereroe Metamorpho.
Le prime due Crimson Fox sono morte: Vivian venne uccisa dal supercattivo francese Puanteur in Justice League International n. 104 (ottobre 1995). Quando la Justice League Europe venne riformata come La Fraternité de Justice et Liberté, il gruppo non sapeva che Icemaiden fosse stata sostituita dalla figlia di Mist. Questa nuova Mist uccise tre membri del gruppo, inclusa Constance D'Aramis, in Starman vol. 2, n. 38 (gennaio 1998).

### Un anno dopo
Nelle pagine di Green Lantern vol. 4, n. 11 (giugno 2006) venne rivelato che una nuova donna aveva preso i panni di Crimson Fox, operando come supereroe a Parigi. Il personaggio era stato messo forzatamente in servizio dai Global Guardians, che volevano trovare Lanterna Verde.
La nuova Crimson Fox disse Hal Jordan di essere l'erede della fortuna dei D'Aramis, nonostante la sua parentela con Vivian e Constance, e con qualsiasi altro membro della famiglia, rimane ignota.

## Poteri e abilità
La Crimson Fox impersonata dalle gemelle aveva una velocità e un'agilità sovrumane e poteva emettere dei feromoni simulavano un'intensa attrazione sessuale negli uomini. I loro guanti erano equipaggiati con letali artigli di ferro. Dopo la morte di Vivian, Constance cominciò a sviluppare sensi migliorati.
La nuova Crimson Fox ha un equipaggiamento simile e sembra essere in grado di emettere feromoni.

## In altri media

### Televisione
- Crimson Fox ha fatto molte apparizioni in secondo piano in Justice League Unlimited, tuttavia nella serie non viene mai specificata la vera identità del personaggio.
- Crimson Fox appare nella serie TV della NBC Powerless, interpretata da Atlin Mitchell.[2][6]